# 拉格比 (北达科他州)
拉格比（英語：Rugby），是美国北达科他州下属的一座城市。根据2010年美国人口普查，该市有人口2,876人。2011年估计该市有人口2,886人，相对于2010年，增长率为0.35%。